# La Flèche jaune

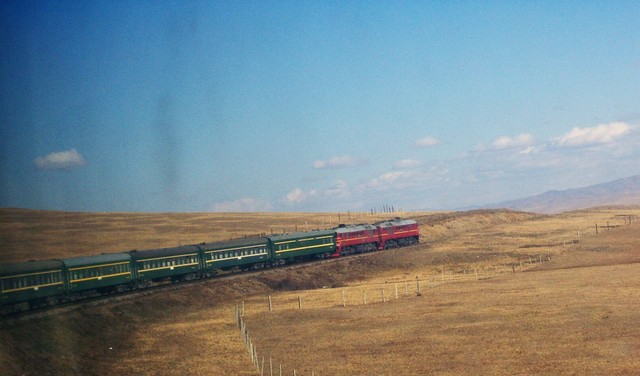
Le train transmongol.

La Flèche jaune (en russe Желтая cтрела) est un récit de Viktor Pelevine (1998).

## Sujet du récit
Ce récit d'une cinquantaine de pages de Viktor Pelevine se déroule dans un train, la Flèche jaune, roulant sans s'arrêter depuis un temps indéfini vers une destination inconnue. Il décrit la vie quotidienne des voyageurs au travers du regard d'Andreï, le héros.

## Une œuvre satirique
Les références et les allusions à la vie en ex-Union soviétique sont nombreuses.
La plupart des personnages sont des stéréotypes de l'actuelle société russe : le retraité qui regrette l'ancien régime, le « nouveau Russe » qui a réussi de manière peu honnête...
Cette société miniature où les malfrats se livrent au trafic de petites cuillères fait de La Flèche jaune une satire de la vie en ex-URSS.

## Une allégorie de l'aliénation
Hormis Andreï, le héros, et le mystérieux personnage de Khan (personnification de la sagesse orientale), nul dans le train ne s'inquiète de la situation. Personne ne s'interroge sur la destination du train et sur la nature du monde extérieur qui défile derrière les fenêtres des voitures. Des superstitions partagées par la majorité sur les dangers du monde hors du train et sur l'impossibilité de le quitter empêchent les passagers de tenter de sortir.
Presque tous les personnages sont enfermés dans des préoccupations mesquines qui font obstacle à leur compréhension du monde où ils vivent.
Andreï et Khan, en revanche, tentent de résister à cette aliénation en continuant de voir leur monde tel qu'il est et en s'interrogeant sur sa nature.
Pour Khan, l'objectif est de ne pas devenir un passager, c'est-à-dire une personne qui se laisse porter par le train. Une des caractéristiques des passagers est de ne plus percevoir le bruit des roues sur les rails ; gagnés par l'habitude, ils vivent dans un univers qui leur échappe.
Finalement, Andreï découvrira qu'on peut arrêter le train et en descendra.
Ce récit dépasse la simple satire pour prendre la forme d'une allégorie de l'aliénation. Le monde de La Flèche jaune nous renvoie le reflet du nôtre : nous sommes aliénés par les valeurs et les préjugés de notre société et ne percevons plus l'étrangeté du lieu où nous vivons.
Le thème de La Flèche jaune (des passagers prisonniers d'un véhicule dont ils ne connaissent la destination) comme métaphore de la société soviétique ou post-soviétique n'est pas tout à fait sans précédent. À ce titre, la ressemblance entre les paroles de la chanson Le Trolleybus (Троллейбус) du groupe de rock soviétique Kino et le récit de Pelevine est assez frappante.